# Mária Dániel
Mária Dániel (29 de fevereiro de 1932 - 5 de abril de 2021) foi uma pintora húngara. Realizou exposições individuais na Alemanha: (Dortmund, Bad-Oynhausen, Bonn) e na Hungria: (Budapeste, Szentendre).
Dániel faleceu no dia 5 de abril de 2021, aos 89 anos.